# Jon Niese
Jonathon Joseph Niese (ur. 27 października 1986) – amerykański baseballista występujący na pozycji miotacza.

## Przebieg kariery
Niese został wybrany w 2005 roku w siódmej rundzie draftu przez New York Mets i początkowo występował w klubach farmerskich tego zespołu, między innymi w New Orleans Zephyrs, reprezentującym poziom Triple-A. W Major League Baseball zadebiutował 2 września 2008 w meczu przeciwko Milwaukee Brewers. 13 września 2008 w spotkaniu z Atlanta Braves zaliczył pierwsze w karierze zwycięstwo.
W dwóch pierwszych sezonach w MLB zagrał jedynie w ośmiu spotkaniach, jednak od 2010 występuje regularnie jako starter. 10 czerwca 2010 w meczu przeciwko San Diego Padres rozegrał pełny mecz, w którym zaliczył pierwszy w karierze shutout. W kwietniu 2012 podpisał nowy, pięcioletni kontrakt wart 25 milionów dolarów.
W grudniu 2015 przeszedł do Pittsburgh Pirates za Neila Walkera. 1 sierpnia 2016 powrócił do New York Mets.
W lutym 2017 podpisał niegwarantowany kontrakt z New York Yankees.